# Marina di Grosseto
Marina di Grosseto is een plaats (frazione) in de Italiaanse gemeente Grosseto.